# 天手力男神

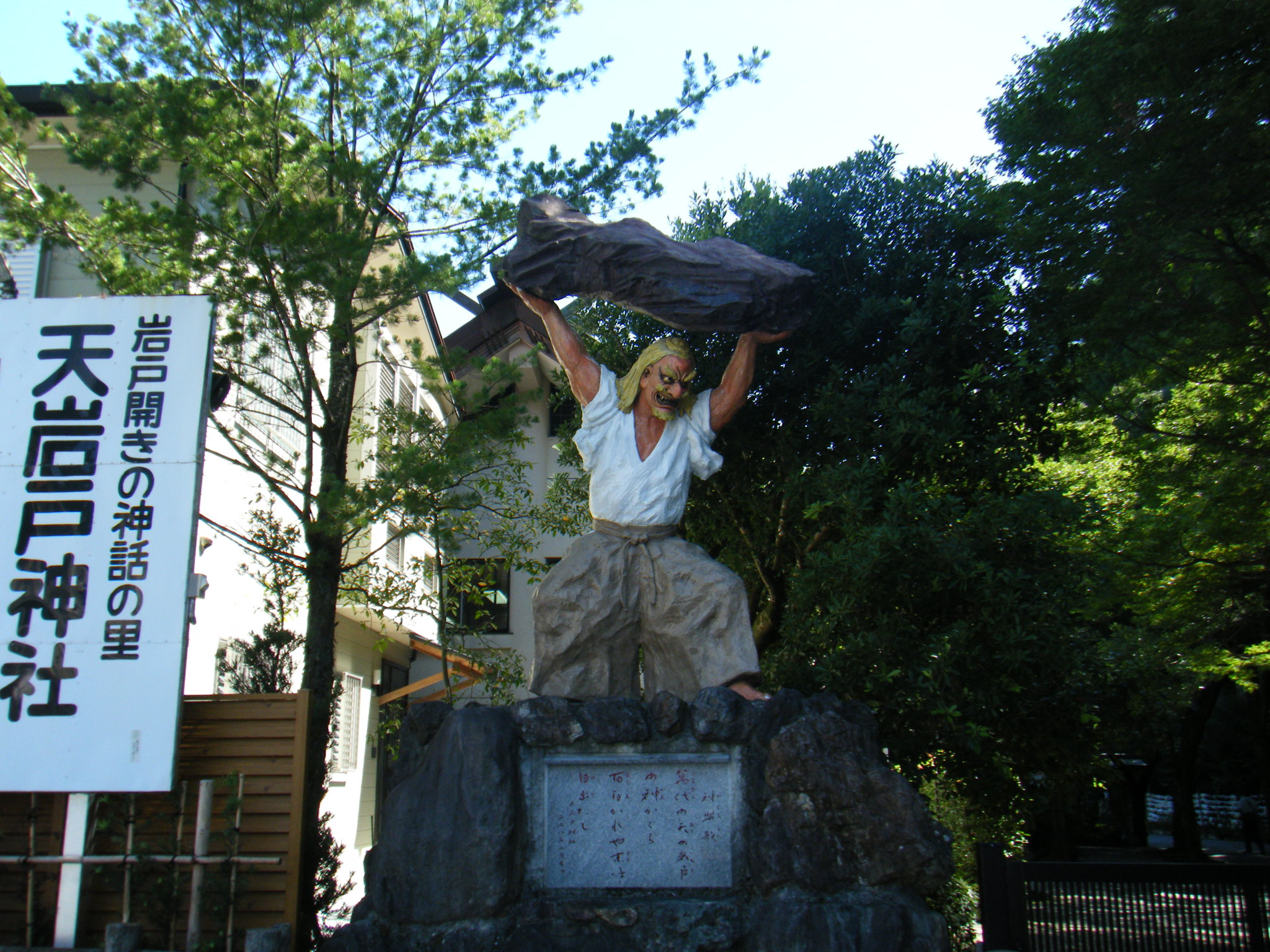
位於天岩戶神社西本宮的天手力男雕像

天手力男神（アメノタヂカラオノカミ）為《古事記》的記述，《日本書紀》則記作天手力雄神，祂是日本神話裡出現的神明。

## 概要

### 古事記之記載

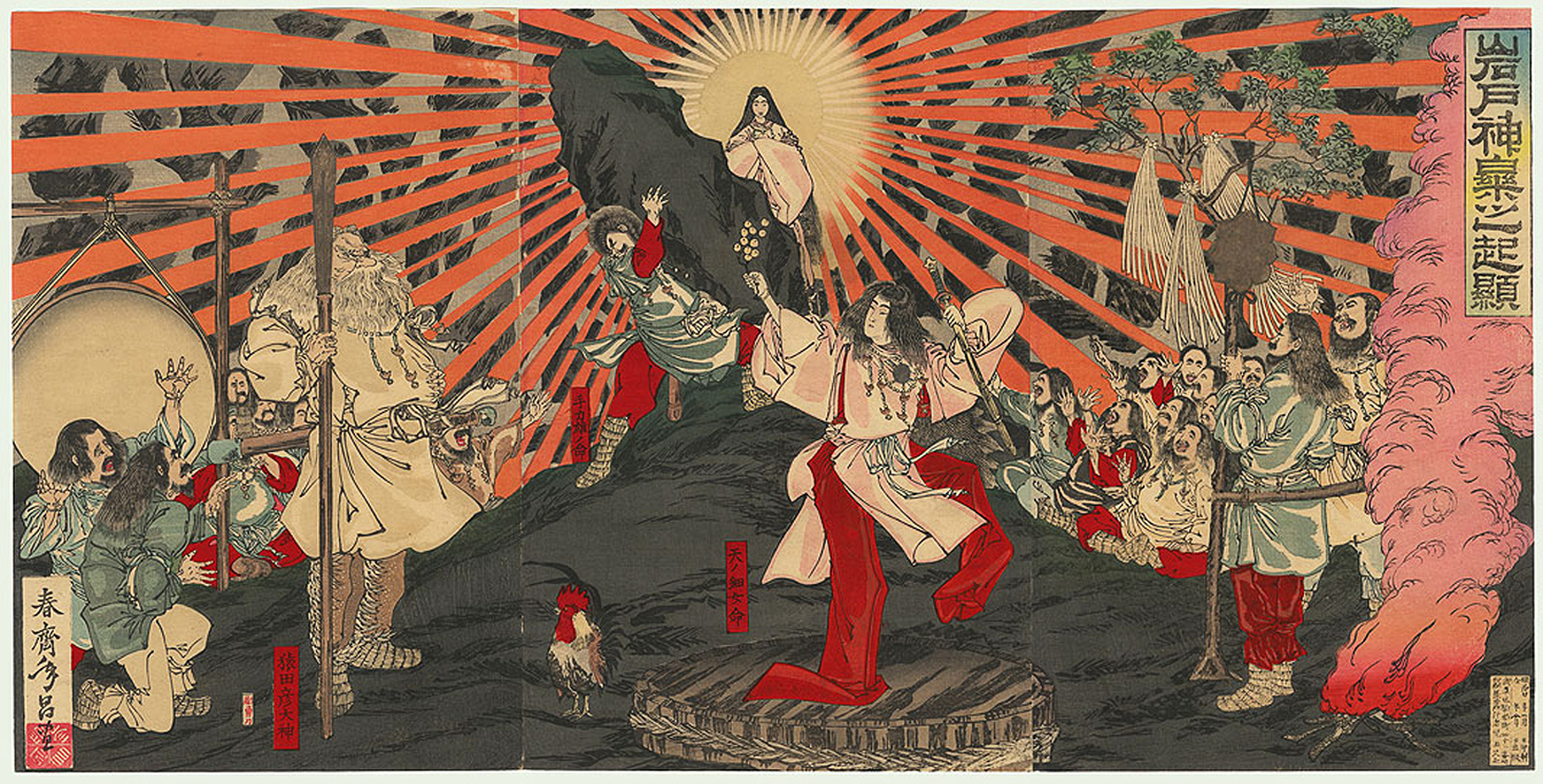
天照大神步出天岩戶的剎那

依據《古事記》上卷之記載，由於建速須佐之男胡作非為，嚇得天照大御神躲入天岩戶，頓時世界陷入一片漆黑。於是惡神群集，嘈雜之聲就像五月熱天的蒼蠅，且相繼發生災禍。八百萬神聚集在天安河邊共商，命高御產巢日神之子思金神想辦法，後者招來長鳴鳥在洞口長鳴；選天安河之天堅石及採天金山之鐵而求鍛人天津麻羅；命伊斯許理度賣命造出八咫鏡；命科御祖命作五百個八尺瓊勾玉；召天兒屋命、布刀玉命拔天香山雄鹿肩骨，以天香山所生朱櫻燒之為卜。一切準備好之後，將八咫鏡、八尺瓊勾玉、藍帛等物懸掛在枝繁楊桐樹上，讓布刀玉命捧著，並由天兒屋命頌禱祝詞。
而天手力男神則立於磐戶之側，思金神並命天宇姬命肩帶掛天香山影蔓草、髮纏天之真折蔓草、手持草結天香山之小竹葉，將桶子倒置，踏桶成聲、手舞足蹈。天宇姬命露其雙乳，衣裳垂至下體，眾神看了哄堂大笑。天照大御神聽到外頭戲謔嘻笑及舞蹈樂音，推開磐戶窺看，此時天兒屋命、布刀玉命取八咫之鏡奉上。正當天照大御神欲探看鏡中，立於門旁的天手力男神一把拉住她，引出天石屋戶；布刀玉命以尻久米繩牽繞天照大御神之後，並口諫：「從此以後不得再入。」從此高天原與葦原中國恢復一片光明。
此外，在天孫降臨的故事中，邇邇藝命和思金神降臨葦原中國，天手力男神亦陪伴在側，坐鎮在伊勢的佐那縣。

### 日本書紀之記載
按《日本書紀》卷第一的情節內容與前一段落近似，天照大神推開磐戶窺看跳舞的天鈿女命時，天手力雄神一把拉住祂的手引出天石窟戶。

## 解說
按神名的字面意義即可知道此神明與腕力、力量相關，故一般被視為運動之神膜拜。

## 信仰
在日本，供奉天手力男神為主祭神的神社計有下述：
- 戶隱神社（長野縣長野市）
- 佐那神社（三重縣多氣郡多氣町）
- 白井神社（兵庫縣尼崎市）
- 雄山神社（富山縣中新川郡立山町）
- 手力雄神社（岐阜縣岐阜市）
- 手力雄神社（岐阜縣各務原市）
- 戶明神社（福岡縣北九州市）
- 天手長男神社（長崎縣壹岐市）
- 神命大神宮那須別宮（栃木縣那須郡那須町）

## 內部連結
- 劍岳

## 外部連結
- （日語）天手力男神 （页面存档备份，存于）
- （日語）那加総社手力雄神社 （页面存档备份，存于）